# Круа (кантон)
Круа (фр. Croix) — кантон во Франции, находится в регионе О-де-Франс, департамент Нор, округ Лилль.

## История
Кантон образован в результате реформы 2015 года. В его состав вошли отдельные коммуны упраздненных кантонов Ланнуа и Рубе-Уэст.

## Состав кантона
В состав кантона входят коммуны (население по данным Национального института статистики за 2017 г.):
- Ам (18 617 чел.)
- Васкеаль (20 479 чел.)
- Круа (21 041 чел.)
- Ланнуа (1 773 чел.)
- Лис-ле-Ланнуа (13 422 чел.)

## Политика
На президентских выборах 2022 г. жители кантона отдали в 1-м туре Эмманюэлю Макрону 33,3 % голосов против 24,0 % у Жана-Люка Меланшона и 18,9 % у Марин Ле Пен; во 2-м туре в кантоне победил Макрон, получивший 67,0 % голосов. (2017 год. 1 тур: Франсуа Фийон – 23,9 %, Эмманюэль Макрон – 23,3 %, Жан-Люк Меланшон – 20,5 %,  Марин Ле Пен – 19,1 %; 2 тур: Макрон – 69,9 %. 2012 год. 1 тур: Николя Саркози — 32,4 %,Франсуа Олланд — 25,8 %, Марин Ле Пен — 17,2 %; 2 тур: Саркози — 54,7 %).
С 2015 года кантон в Совете департамента Нор представляют вице-мэр города Васкеаль Барбара Кёвё (Barbara Coevoet) (Разные правые, затем Союз демократов и независимых) и мэр города Круа Режи Кош (Régis Cauche) (Республиканцы).
|                | Кандидаты                       | Партия                   | Первый тур | Первый тур     | Второй тур | Второй тур |
| Кол-во голосов | Кандидаты                       | Партия                   | % голосов  | Кол-во голосов | % голосов  |            |
| -------------- | ------------------------------- | ------------------------ | ---------- | -------------- | ---------- | ---------- |
|                | Барбара Кёвё Режи Кош           | Правый блок              | 7 881      | 53,25          | 9 753      | 65,92      |
|                | Бернар де Вельдер Стефани Жакмо | Левый блок – Зелёные     | 4 169      | 28,17          | 5 043      | 34,08      |
|                | Натали Демёрис Лоран Россиньоль | Национальное объединение | 2 751      | 18,59          |            |            |

|                | Кандидаты                           | Партия                      | Первый тур | Первый тур     | Второй тур | Второй тур |
| Кол-во голосов | Кандидаты                           | Партия                      | % голосов  | Кол-во голосов | % голосов  |            |
| -------------- | ----------------------------------- | --------------------------- | ---------- | -------------- | ---------- | ---------- |
|                | Барбара Кёвё Режи Кош               | Правый блок                 | 9 423      | 41,28          | 14 505     | 68,58      |
|                | Мари-Кристин Боке Алексис Салмон    | Национальный фронт          | 6 452      | 28,26          | 6 647      | 31,42      |
|                | Надин Бийи Жером Деинен             | Социалистическая партия     | 3 816      | 16,72          |            |            |
|                | Бернар де Вельдер Мари-Терез Дрелон | Европа Экология — «Зелёные» | 1 967      | 8,62           |            |            |
|                | Роже Демортье Стефани Жакмо         | Левый фронт                 | 1 171      | 5,13           |            |            |